# Santa Maria dei Miracoli
Santa Maria dei Miracoli ou Igreja de Nossa Senhora dos Milagres é uma igreja de Roma, Itália, localizada na Piazza del Popolo de frente para o portão norte da Muralha Aureliana na saída da Via del Corso. Ela e Santa Maria in Montesanto são geralmente citadas como "gêmeas" por terem a aparência externa similar, mas há, de fato, algumas diferenças, tanto na planta quanto nos detalhes da decoração.
Olhando a partir da praça, as duas igrejas definem o chamado "Tridente" de ruas partindo da Piazza del Popolo: começando da esquerda, Via del Babuino, Via del Corso e Via di Ripetta. As duas primeiras estão separadas por Santa Maria in Montesanto e as duas últimas, por Santa Maria dei Miracoli.
A origem das duas igrejas remonta à restauração, no século XVII, da principal porta de entrada de Roma durante a Idade Média e o Renascimento a partir da Via Flamínia (conhecida como Via Lata e Via del Corso no trecho urbano). O papa Alexandre VII encomendou o projeto monumental para a entrada da Via del Corso ao arquiteto Carlo Rainaldi e ele incluía duas igrejas de planta central idênticas. Porém, as áreas disponíveis para cada uma delas era distinto e forçou algumas importantes mudanças em cada uma delas. Assim como sua gêmea, Santa Maria dei Miracoli foi financiada pelo cardeal Girolamo Gastaldi, cujo brasão está presente nas duas.

## Arquitetura
Santa Maria dei Miracoli começou a ser construída em 1675 e terminou em 1681. Com um plano circular, ostenta uma elegante torre sineira do século XVIII de Girolamo Theodoli e uma cúpula octogonal. O interior é ricamente decorado em estuque, obra de Antonio Raggi, pupilo de Bernini. Os monumentos aos cardeais Benedetto e Gastaldi foram projetados por Carlo Fontana, que também é autor do projeto da cúpula e lustre. Os bustos em bronze foram completados por Girolamo Lucenti.
No altar-mor está a imagem milagrosa da Virgem Maria que emprestou seu nome à igreja. A primeira capela à direita tem um altar dedicado a Nossa Senhora de Bétharram, chamada assim por conta de um pequeno santuário em Bétharram, perto de Lourdes, na França, e local de fundação da Sociedade dos Padres do Sagrado Coração. Lá encontra-se uma reprodução desta Madona feita por Renoir.

## Galeria

Imagens da igreja
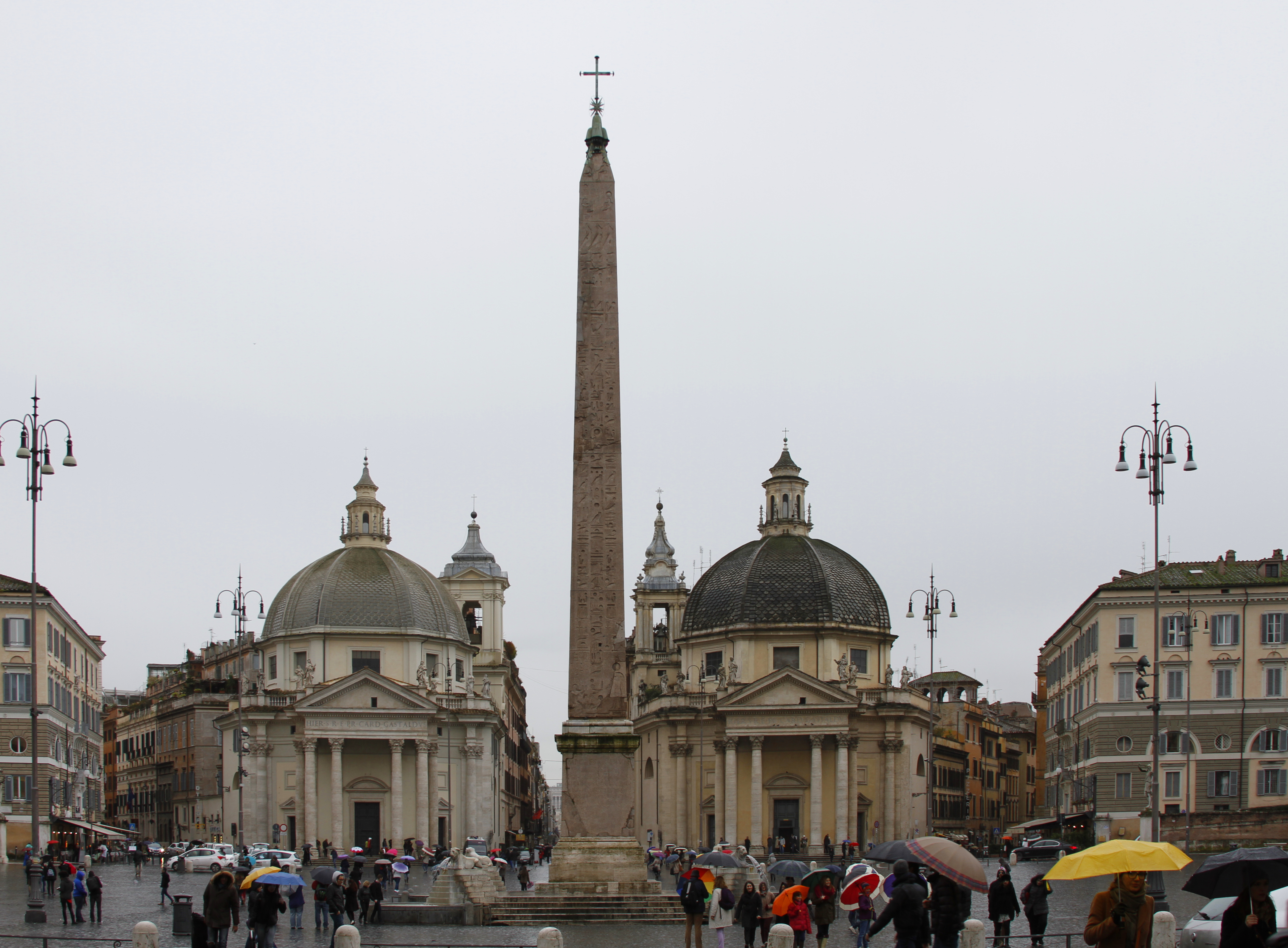
As "gêmeas" na entrada do tridente, Santa Maria in Montesanto e Santa Maria del Miracoli, com o Obelisco Flamínio entre elas.
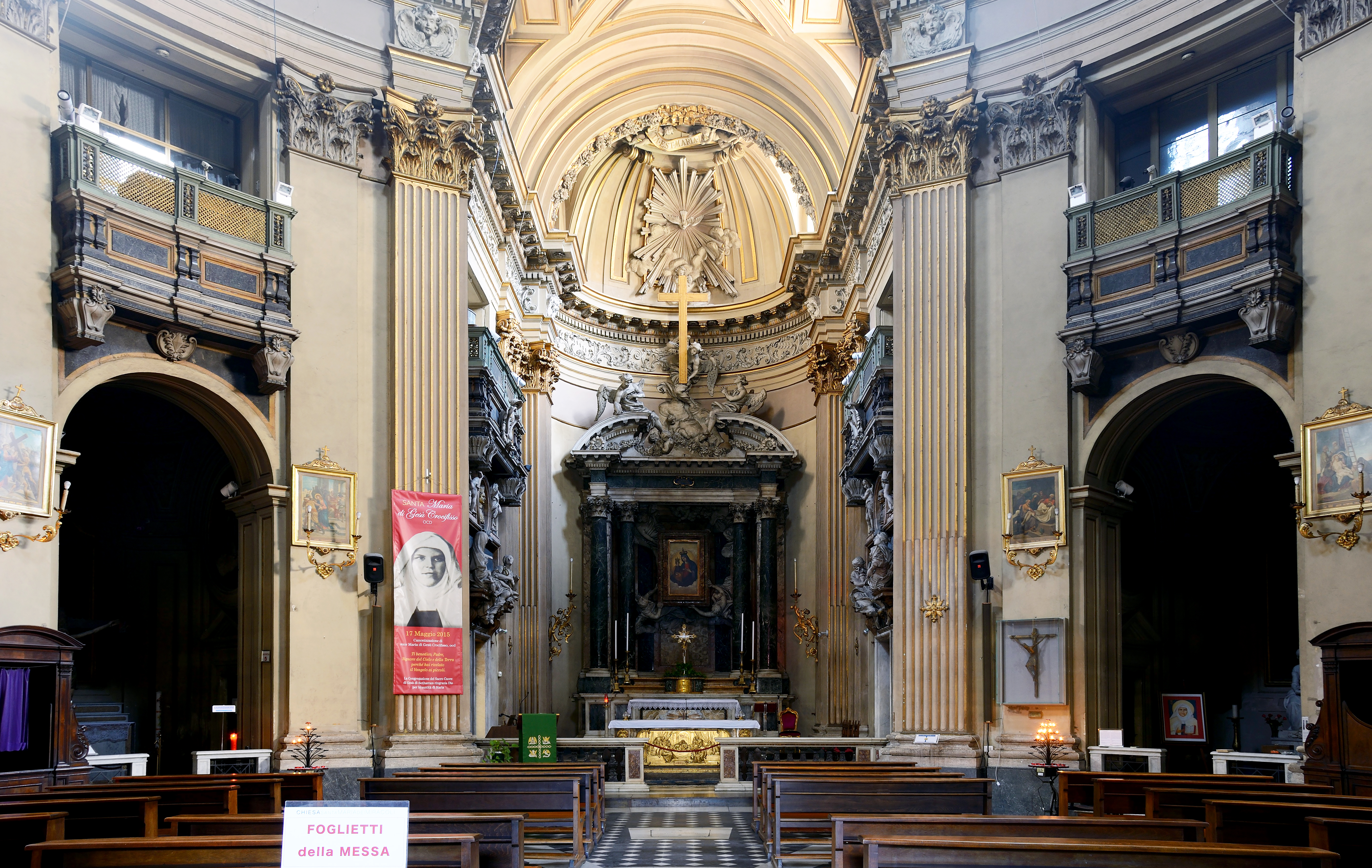
Vista do interior
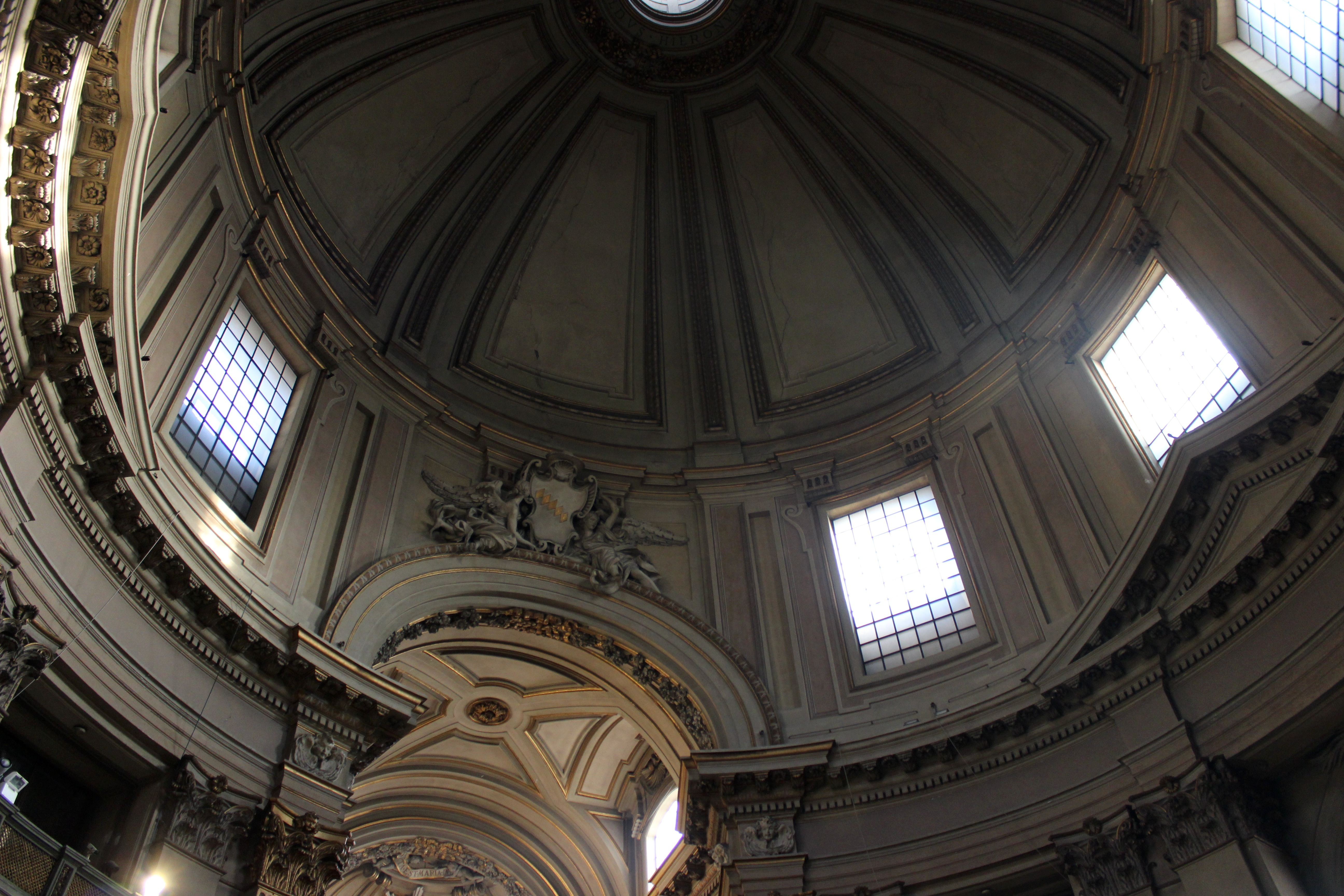
Interior da cúpula
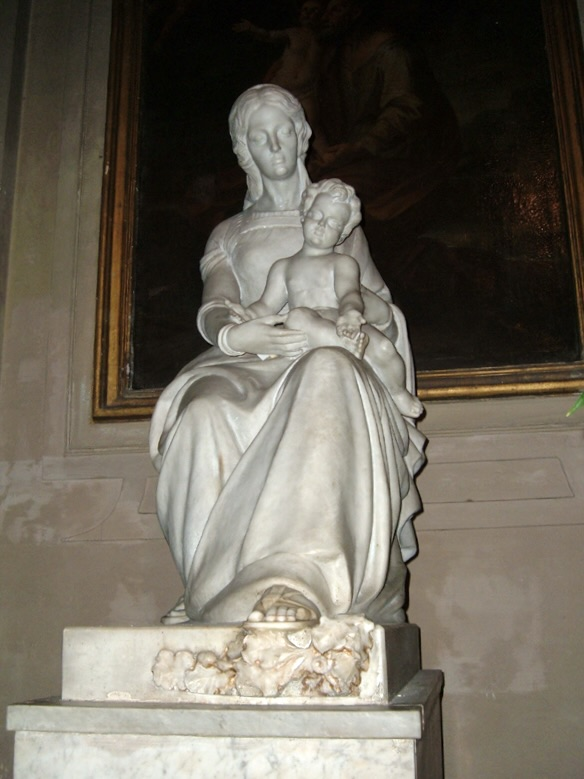
Nossa Senhora de Bétharram